# Drillia roseola
Drillia roseola là một loài ốc biển, là động vật thân mềm chân bụng sống ở biển trong họ Drilliidae.

## Hình ảnh

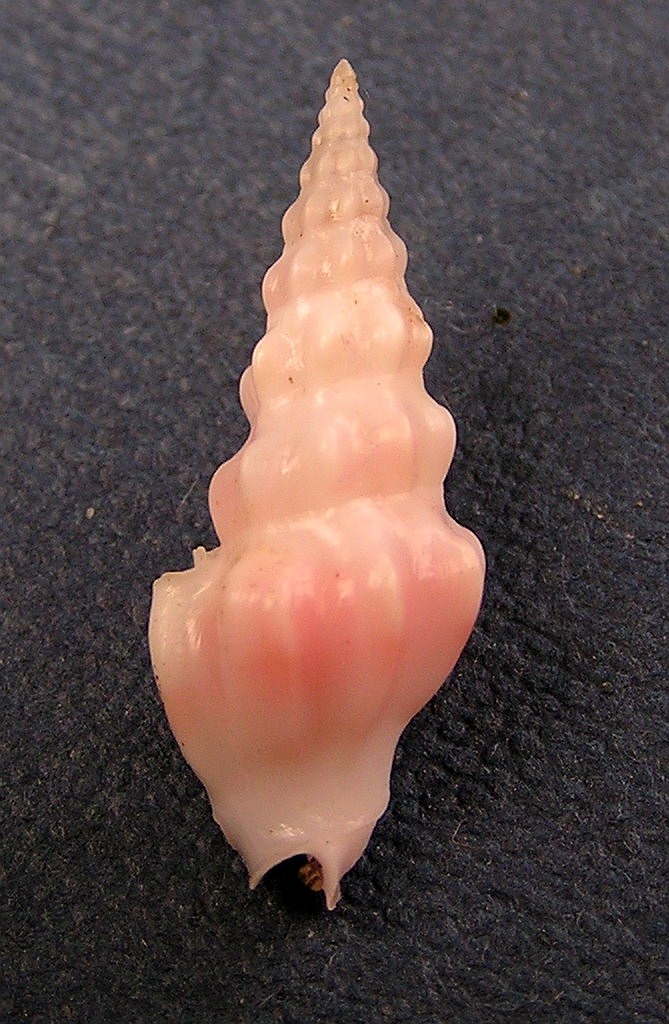